# Мадан (Смолянська область)
Мада́н (болг. Мадан) — місто в Смолянській області Болгарії. Адміністративний центр общини Мадан.

## Населення
За даними перепису населення 2011 року у місті проживали 5793 особи.
Національний склад населення міста:
| Національність   | Кількість осіб | Відсоток |
| ---------------- | -------------- | -------- |
| болгари          | 3181           | 82,8%    |
| турки            | 398            | 10,4%    |
| інша             | 179            | 4,7%     |
| не визначились   | 81             | 2,1%     |
| Всього відповіли | 3840           |          |

Розподіл населення за віком у 2011 році:
Динаміка населення: